# Grimm-Hoffmann-Affäre
Die Grimm-Hoffmann-Affäre war ein durch Robert Grimm und Arthur Hoffmann verursachter Skandal, welcher die Neutralität der Schweiz während des Ersten Weltkriegs in Frage stellte. Der sozialdemokratische Politiker Robert Grimm reiste nach Russland, um einen Separatfrieden zwischen Russland und Deutschland im Interesse des Sozialismus auszuhandeln. Er wurde dabei vom damaligen freisinnigen Schweizer Bundesrat und Aussenminister Arthur Hoffmann unterstützt. Als Vorwand für diese Reise erklärte er, er wolle russischen Emigranten bei ihrer Rückkehr nach Russland helfen, was aber nur einen kleinen Teil der eigentlichen Mission darstellte. Die Telegrammkommunikation zwischen Grimm und Hoffmann wurde abgefangen und veröffentlicht, wodurch die Alliierten Mächte über die Verhandlungen erfuhren. Beide Politiker mussten darauf von ihren beruflichen Tätigkeiten zurücktreten.

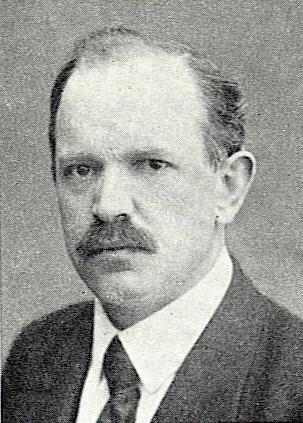
Robert Grimm (ca. 1915)

## Hintergrund
1917 dauerte der Erste Weltkrieg immer noch an. Deutsche Truppen kämpften im Westen gegen die Mächte Frankreich und Grossbritannien und im Osten zusammen mit Truppen der Donaumonarchie gegen Russland und Rumänien. Diese Allianzen der Entente wollten den Krieg so lange wie möglich an beiden Fronten aufrechterhalten, damit die deutschen Truppen an zwei Fronten gleichzeitig beschäftigt und dadurch geschwächt waren. Die Schweiz erhielt im Ersten Weltkrieg ihre Neutralität aufrecht und war nicht direkt als Kriegspartei darin involviert.
In der Februarrevolution, am 8. März 1917, wurde der russische Zar Nikolaus II. gestürzt. Lenin, damaliger Führer der bolschewistischen Partei Russlands, welcher damals noch im Zürcher Exil lebte, wollte so schnell wie möglich nach Russland reisen, um diese revolutionäre Situation auszunutzen. Er war gewillt Friedensverhandlungen mit Deutschland aufzunehmen, um seine bolschewistische Partei zu stärken.

## Grimms Russlandreise
Als die Nachricht des Revolutionsausbruchs in Russland Grimm erreichte, war er darüber genauso überrascht wie Lenin, da es der marxistischen Theorie widersprach, dass in einem derart (nach marxistischer Theorie) rückständigen Land eine bürgerliche Revolution ausbrechen konnte, zudem auch noch plötzlich und ohne grosse Organisations- und Planungszeit. Lenin selbst begann, zusammen mit den anderen russischen Sozialisten, an eine Rückkehr nach Russland zu denken. Das „Zentralkomitee zur Heimkehr der in der Schweiz lebenden politischen Flüchtlinge von Russland“ wurde darauf gegründet. Grimm wurde jedoch schnell von der Planung der Rückreise Lenins entfernt und durch Fritz Platten ersetzt, da Lenin ihm nicht vertraute.
Die Gruppe entschied sich dafür, durch Deutschland zu reisen, da die Reise durch Frankreich als zu gefährlich eingeschätzt wurde. Robert Grimm wurde angefragt, um mit der Schweizer Regierung eine Durchführbarkeit der Reise auszuhandeln. Grimm suchte dafür Bundesrat und Aussenminister Arthur Hoffmann auf. Dieser war sich der möglichen Verletzung der schweizerischen Neutralität durch offizielle Verhandlungen zwischen russischen Emigranten und der schweizerischen Regierung zwar bewusst, ihm war aber auch klar, dass es positiv für die Schweiz wäre, diese Emigranten in ihr eigenes Land zurückzubringen. Auch die Deutschen waren gerne bereit die Revolutionäre zurück in ihr Land zu lassen, da sie das dort vorherrschende Chaos erhöhen würden. Nach der Erlaubnis der Deutschen und Schweizer Regierungen brachen sie auf.
Während viele der russischen Emigranten auf eine Einreisebewilligung vom Sowjet von Petrograd warteten, reiste Grimm nach Stockholm. Der Grund dafür war, dass sich dafür entschieden wurde, das Bureau der Zimmerwalder Bewegung dahin zu verlegen, da sie sich dort als bessere Basis für revolutionäre Aktionen eignen würde. Grimm wandte sich für eine Reiseerlaubnis erneut an Hoffmann, welcher ihm auch hierbei half. Auch der Freiherr von Romberg, der deutsche Botschafter in der Schweiz, der Grimm schon vorher geholfen hatte, eine Reiseerlaubnis für die russischen Emigranten zu erhalten, legte auch hier ein gutes Wort für ihn ein. Romberg erklärte, der Zweck von Grimms Reise sei, den Emigranten beim Erhalt der Bewilligung zur Überquerung der russischen Grenze zu helfen. Ebenfalls bestünde eine Möglichkeit für einen Separatfrieden und diese müsse schnell ausgenützt werden. Bereits am nächsten Tag erhielt Grimm seine Bewilligung.
Vor seiner Abreise informierte Grimm den SP-Parteipräsidenten Emil Klöti und nannte ihm die Hilfe zum Erhalt der Einreisebewilligung für die russischen Emigranten als Hauptgrund für seine Reise. Ebenfalls informierte er die russische Gesandtschaft in Bern. In Wirklichkeit ging es ihm weniger darum, die Emigranten zurückzubringen, sondern vielmehr im Sinne des Friedensprogrammes, wie es von der Zimmerwalder Konferenz 1915 und 1916 beschlossen worden war, zu erforschen, welche Möglichkeiten einer schnellen Beendigung des Krieges sich aus der Revolution in Russland ergeben könnten.
Grimm blieb nach seiner Ankunft in Stockholm lange erfolglos bei seinen eigenen Versuchen, eine Einreiseerlaubnis nach Petrograd zu erhalten. Als aber die verbliebenen russischen Emigranten aus der Schweiz nach Stockholm kamen und schnell ihre Reise nach Russland fortsetzten, begleitete er sie. Während dieser Reise erreichte sie die Nachricht über eine Umbildung der provisorischen Regierung in Russland. Die sozialdemokratischen Minister der neuen Koalitionsregierung wurden ersucht, die Ablehnung von Grimms Einreisegesuch zu widerrufen. Damit war es den Zimmerwaldern am 22. Mai 1917 möglich, einen siegreichen Einzug in Petrograd zu vollziehen.
In Russland setzte sich Grimm sofort für einen Friedensschluss ein und nahm dazu Verbindung mit den Sozialisten auf. Er hielt auch viele Ansprachen auf Versammlungen. Grimm fürchtete eine Gegenrevolution und war überzeugt, der sicherste Weg zur Prävention einer solchen sei ein Friedensschluss.

## Telegrammaustausch

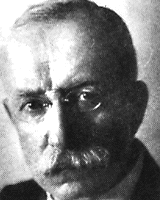
Arthur Hoffmann

In Russland angekommen, versuchte Grimm erste Verhandlungen für einen Separatfrieden zwischen Russland und Deutschland aufzunehmen, um die von ihm befürchtete Gegenrevolution zu verhindern. Er wollte einen Frieden ohne Annexionen oder Reparationen aushandeln. Am 20. Mai 1917 sandte Grimm ein Telegramm von Petrograd in die Schweiz an den Aussenminister Hoffmann. Im Telegramm stand unter anderem:

Friedensbedürfnis ist allgemein vorhanden. Ein Friedensschluss ist in politischer, wirtschaftlicher und militärischer Hinsicht zwingende Notwendigkeit. Diese Erkenntnis ist an massgebender Stelle vorhanden. Hemmungen bereitet Frankreich, Hindernisse England. Die Verhandlungen schweben gegenwärtig, und die Aussichten sind günstig. In den nächsten Tagen ist neuer, verstärkter Druck zu erwarten.  Die  einzig  mögliche  und  gefährlichste  Störung  aller  Verhandlungen könnte  nur  durch  eine deutsche  Offensive  im  Osten  erfolgen.  Unterbleibt diese Störung, so wird eine Liquidation in relativ kurzer Zeit möglich sein. – Eine vom Arbeiterrat einberufene internationale Konferenz ist ein Teil der Friedenspolitik der neuen Regierung. Das Zustandekommen dieser Konferenz gilt als sicher,  sofern  die  Regierungen  keine  Passschwierigkeiten  machen. Alle Länder haben ihre Beteiligung zugesagt. Unterrichten Sie mich, wenn möglich, über die Ihnen bekannten Kriegsziele der Regierungen, da die Verhandlungen dadurch erleichtert würden. Ich halte mich noch zirka 10 Tage in Petrograd auf.

Am 3. Juni antwortete Hoffmann auf Grimms Telegramm, in dem Grimm um die Kriegsziele Deutschlands fragte. Im Telegramm berichtet Hoffmann an Grimm, von Deutschland werde keine Offensive unternommen werden, solange mit Russland eine Einigung bezüglich eines Separatfriedens hergestellt werden könne. Deutschland und seine Verbündeten seien sofort bereit mit Russland in Friedensverhandlungen zu treten und Deutschland wolle keine Gebietserweiterungen zum Zwecke der Vergrösserung des Reiches.
Die chiffrierten Telegramme wurden knappe zwei Wochen später, am 3. Juni 1917, von der schwedischen Zeitung Socialdemokraten veröffentlicht. Grimm wurde daraufhin aufgefordert, Russland unverzüglich zu verlassen. Hoffmanns Vorgehen wurde von den alliierten Mächten als Begünstigung der gegnerischen Kriegspartei wahrgenommen und ihm wurde, vor allem seitens der britischen Regierung, Neutralitätsbruch vorgeworfen.
Auch innenpolitisch herrschte Entsetzen über Hoffmanns Verhalten. Die Schweiz hatte sich in zwei Lager gespalten. Die frankophone Schweiz war empört über die Haltung der deutschsprachigen Schweiz. Sie fanden es nicht gut, dass ein deutschschweizerischer Bundesrat es wagte, Verhandlungen in einem internationalen Konflikt auf Seiten der Zentralmächte aufzunehmen. Hoffmann erstrebte nach eigener Darstellung den Separatfrieden, da er diesen als ersten Schritt zum Gesamtfrieden ansah. Die Schweiz litt wirtschaftlich unter den Kriegsfolgen und Hoffmann habe schnellstmöglich den allgemeinen Frieden gewollt, damit eine Erholung eintreten konnte. Paul Stauffer, der die Affäre vertiefter untersucht hat, billigt Hoffmann zu, Schweizer Interessen im Auge gehabt zu haben. Aber: "Dass es sich.... um eine <Pax Germanica>, eine europäische Ordnung im Zeichen deutscher Suprematie - nicht aber erdrückender Übermacht - handeln sollte, war eine Konstante seiner politischen Vorstellungswelt", die Stauffer als "germanozentrisch" einstuft.

## Nachwirkungen
Die alliierten Regierungen, welche die Neuigkeiten aus Stockholm sogleich aufgriffen, verurteilten Grimms Taten als eine einseitige Begünstigung  der gegnerischen Kriegspartei. Auch wurde Arthur Hoffmann als schweizerischer Aussenminister des Neutralitätsbruchs beschuldigt. Die Affäre hatte für die beiden Schweizer Politiker schwere Folgen. Arthur Hoffmann musste seine politische Karriere am 19. Juni 1917 beenden. Robert Grimm verlor seine Glaubwürdigkeit bei den schweizerischen Sozialisten und seine hohe Stellung bei der Zimmerwalder Bewegung.